# Lindbergia duthiei
Lindbergia duthiei là một loài Rêu trong họ Leskeaceae. Loài này được (Broth.) Broth. mô tả khoa học đầu tiên năm 1907.